# Phyllis Eisenstein
Phyllis Eisenstein (Chicago, 26 februari 1946 - aldaar, 7 december 2020) was een Amerikaanse sciencefiction- en fantasyschrijfster.
Eisenstein bracht haar eerste twee boeken uit in 1969, de eerste in samenwerking met haar echtgenoot Alex. Ze studeerde in de jaren zestig aan de Universiteit van Chicago. In 1981 studeerde ze af in de antropologie aan de Universiteit van Illinois. Als auteur schreef Eisenstein zes romans en ongeveer 40 korte verhalen. Ze is twee keer genomineerd voor een Hugo Award en drie keer voor een Nebula Award, maar slaagde er niet in een van de prestigieuze prijzen te winnen.
In de serie M=SF verscheen in 1980 bij de uitgever Meulenhoff haar roman Born to Exile met de Nederlandse titel Alaric.
- Bibsys: 13058241
- CiNii: DA12334353
- International Standard Name Identifier: 0000 0000 8326 4415
- Library of Congress Control Number: n79017282
- MusicBrainz: 1ac7b54d-7d38-4465-82c1-5efbe6705238
- Bibliotheek van het Japanse parlement: 00438747
- Nationale Bibliotheek van Tsjechië: xx0009951
- Nederlandse Thesaurus van Auteursnamen: 071133399
- Virtual International Authority File: 116760521
- WorldCat: E39PBJrRh4ckgQ4v4hwyGGdJDq